# Politiezone Erpe-Mere/Lede

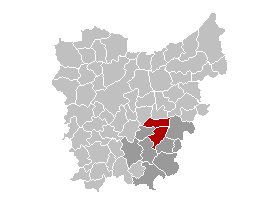
Ligging van de gemeentes Erpe-Mere en Lede binnen het arrondissement Aalst
in de provincie Oost-Vlaanderen

De Politiezone Erpe-Mere/Lede (zonenummer 5441) is een politiezone die werkt in de Oost-Vlaamse gemeentes Erpe-Mere en Lede. Het hoofdkantoor van deze politiezone is gevestigd te Lede.

## Kantoren
- Hoofdzetel: Lede, Hoogstraat 175

## Wijkverdelingen
| Erpe-Mere | Lede                                                                                            |
| - Aaigem - Bambrugge + Vlekkem - Burst + Erondegem - Erpe (boven) - Erpe (onder) + Ottergem - Mere (boven) - Mere (onder) | - Lede (links) - Lede (midden) - Lede (rechts) - Impe + Smetlede + Wanzele - Oordegem + Papegem |